# 불꽃 (1983년 드라마)
《불꽃》은 1983년 3월 5일에 방영된 TV문학관이다.

## 출연
- 백윤식
- 문오장
- 반효정
- 안대용
- 김미숙
- 이문환
- 곽경환
- 이정웅
- 박경득
- 양영준
- 윤덕용
- 봉혜선
- 장희진
- 이계영
- 기정수
- 임영식
- 장순국
- 이두섭
- 신원균
- 설성
- 최건호
- 윤성국
- 김명희
- 윤용덕
- 안정훈
- 최용팔